# José Maria Gonçalves Zarco da Câmara
D. José Maria António Gonçalves Zarco da Câmara (Rio de Janeiro, 2 de dezembro, de 1784 - Rio de Janeiro, 13 de fevereiro de 1820) foi o 7º Conde da Ribeira Grande.
Obteve a Grã-cruz da Ordem Militar de Avis, foi 11º alcaide-mor do castelo de S. Brás, na Ponta Delgada, veador da princesa viúva D. Maria Benedita, etc. Sucedeu ao pai em 1802, foi coronel de infantaria, a serviu na Guerra Peninsular.
Seguiu a causa liberal, tendo-lhe sido outorgado o cargo de Par do Reino em 1826, embora não tendo chegado a tomar posse.
Casamentos:
- 1 - em 18 de outubro de 1810 casou com D. Maria de Vasconcelos e Sousa (falecida em 19 de janeiro de 1813), filha do 2º Marquês de Castelo Melhor;
- 2 - em 29 de outubro de 1814 casou com D. Mariana de Almeida Portugal, dama da rainha D. Maria I de Portugal, e dama da Ordem Real de Santa Isabel, filha do 3º marquês do Lavradio.

De quem teveː
Francisco de Sales Gonçalves Zarco da Câmara